# Recent Researches in the Music of the Renaissance
Recent Researches in the Music of the Renaissance (Abk. RRMR) ist eine Editionsreihe mit Musik der Renaissance, die seit 1964 erscheint. Ihr erster Band waren die Sechzehn liturgischen Werke von Giovanni Matteo Asola. Derzeitiger Chefredakteur ist David Crook. Die Reihe enthält geistliche Musik und weltliche Musik aus der Zeit von 1490 bis 1610, den Schwerpunkt bildet die Vokalmusik.

## Inhaltsübersicht
- 1. Giammateo Asola: Sixteen Liturgical Works
- 2. Philippe Rogier: Eleven Motets
- 3. Christopher Tye: The Instrumental Music
- 4. Thomas Tomkins: Thirteen Anthems
- 5. Giovanni Maria Nanino: Fourteen Liturgical Works
- 6. Francesco Corteccia: Eleven Works to Latin Texts
- 7–8. Jacob Handl: The Moralia of 1596
- 9–10. Gérard de Turnhout: Sacred and Secular Songs for Three Voices
- 11. Pierre de Manchicourt: Twenty-nine Chansons
- 12. Robert White: The Instrumental Music
- 13–14. Christopher Tye: The Latin Church Music
- 15. Stefano Rossetti: Sacrae Cantiones
- 16–17. Sixteenth-Century Bicinia: A Complete Edition of Munich, Bayerische Staatsbibliothek, Mus. Ms. 260
- 18–19. Hieronymus Praetorius: Polychoral Motets
- 20. Adriano Banchieri. Canzoni alla francese (of 1596)
- 21–22. The Lyons Contrapunctus (1528)
- 23. Balduin Hoyoul: Chorale Motets
- 24–25. Rosentum Marianum (1604): Collected by Bernhard Klingenstein
- 26. Stefano Rossetti: Il primo libro de madregali a quattro voci
- 27. Cristofano Malvezzi, Jacopo Peri, and Annibale Padovano: Ensemble Ricercars
- 28–29. Johann de Fossa: The Collected Works
- 30. Adrian Willaert and his circle. Canzone villanesche alla napolitana and Villotte
- 31. Sebastián de Vivanco: Three Masses
- 32–33. Vincenzo Ruffo: Seven Masses
- 34. Keyboard Intabulations of Music by Josquin des Prez
- 35. Leise Settings of the Renaissance and Reformation Era
- 36–37. French Chansons for Three Voices (ca. 1550)
- 38. Thirty-six Chansons by French Provincial Composers (1529–1550)
- 39. Mattheus Le Maistre: Catechesis Numeris Musicis Inclusa and Schöne und auserlesene deudsche und lateinische geistliche Gesenge
- 40. Florentine Festival Music 1480–1520
- 41–52. Andrea Gabrieli: Complete Madrigals
- 53. Three Mass Proper Cycles from Jena 35
- 54. Esteban Daza: The Fantasias for Vihuela
- 55. Orlando di Lasso: Two Motet Cycles for Matins for the Dead
- 56. Moduli Undecim Festorum
- 57–58. Giovanni Ferretti: Il secondo libro delle canzoni a sei voci (1575)
- 59. Selected Introits from Leipzig 49/50 (1558)
- 60–64. André Pevernage: The Complete Chansons
- 65. The Tudor Church Music of the Lumley Books
- 66–67. Stefano Rossetti: Madrigals for Three to Eight Voices
- 68. Selected Chansons from British Library, Ms Additional 35087
- 69. Robert Fayrfax: Sacred Music from the Lambeth Choirbook
- 70–71. Alessandro Striggio : Il primo libro de Madrigali a sei voci
- 72. Orazio Vecchi: Battaglia d'Amor e Dispetto and Mascherata della Malinconia et Allegrezza
- 73. Jean Maillard: Modulorum Ioannis Maillardi: The Four-Part Motets
- 74–76. Claude Le Jeune: Dodecacorde
- 77. The Combinative Chanson: An Anthology
- 78–81. Settings of "Ardo Sì" and its Related Texts
- 82–83. Orlando di Lasso and others. Canzoni villanesche and Villanelle
- 84–85. Gioseppe Caimo: Madrigali and Canzoni for Four and Five Voices
- 86–87. Orlando di Lasso: The Seven Penitential Psalms and Laudate Dominum de Caelis
- 88. Hubert Waelrant: Il primo libro de madrigali e canzoni francezi for Five Voices
- 89. The Ricercars of the Bourdeney Codex
- 90–91. Claudio Merulo: Canzoni d'intavolatura d'organo
- 92–93. Orazio Vecchi: The Four-Voice Canzonettas with Original Texts and Contrafacta by Valentin Haussmann and Others
- 94. Antonius Divitis: Collected Works
- 95–96. Jean Maillard: Modulorum Ioannis Maillardi: The Five-, Six-, and Seven-Part Motets
- 97. Jean de Castro: Chansons, odes, et sonetz de Pierre Ronsard (1576)
- 98. Claude Le Jeune: Les Cent Cinquante Pseaumes de David, mis en musique a quatre [et cinq] parties
- 99–100. The Wanley Manuscripts
- 102. Orlando di Lasso: The Complete Motets 10
- 103. Orlando di Lasso: The Complete Motets 11
- 104. Juan Vasquez: Villancicos i canciones
- 105. Orlando di Lasso: The Complete Motets 4
- 106. The Si Placet Repertoire of 1480–1530
- 107. Costanzo Festa: Counterpoints on a Cantus Firmus
- 108. Tielman Susato: Musyck Boexken, Books 1 and 2: Dutch Songs for Four Voices
- 109. Orlando di Lasso: The Complete Motets 5
- 110. Orlando di Lasso: The Complete Motets 6
- 111. Orlando di Lasso: The Complete Motets 14
- 112. Orlando di Lasso: The Complete Motets 7
- 113. Matthew Jeffries: Consort, Full, and Verse Anthems
- 114. Orlando di Lasso: The Complete Motets 1
- 115. Orlando di Lasso: The Complete Motets 17
- 116. Savonarolan Laude, Motets, and Anthems
- 117. Orlando di Lasso: The Complete Motets 15
- 118. Orlando di Lasso: The Complete Motets 8
- 119. Alfonso Fontanelli: The Complete Madrigals 1
- 120. Orlando di Lasso: The Complete Motets 9
- 121. Alfonso Fontanelli: The Complete Madrigals 2
- 122. Claudio Merulo: Ricercari d'intavolatura d'organo (1567)
- 123. Giovanni Antonio Terzi: The Lute Fantasias
- 124. Orlando di Lasso: The Complete Motets 18
- 125. Hubert Waelrant: Liber sextus sacrarum cantionum
- 126. Giovanthomaso Cimello: The Collected Secular Works
- 127. Musica spirituale, libro primo (Venice, 1563)
- 128. Orlando di Lasso: The Complete Motets 12
- 129. Giovan Domenico Montella: Primo libro de madrigali a cinque voci
- 130. Orlando di Lasso: The Complete Motets 19
- 131. Orlando di Lasso: The Complete Motets 16
- 132. Orlando di Lasso: The Complete Motets 3
- 133. Orlando di Lasso: The Complete Motets 2
- 134. Johannes Eccard: Newe deutzsche Lieder
- 135. William Smith. Preces, Festal Psalms, and Verse Anthems
- 136. Luzzasco Luzzaschi: Complete Unaccompanied Madrigals, Part 1
- 137. John Hilton: Ayres, or Fa La's for Three Voyces (1627)
- 138. Le Rossignol musical des chansons (Antwerp, 1597)
- 139. Luzzasco Luzzaschi: Complete Unaccompanied Madrigals, Part 2
- 140. Neapolitan Lute Music.
- 141. Orlando di Lasso: The Complete Motets 13
- 142. Cantiones sacrae: Madrigalian Motets from Jacobean England
- 143. Alessandro Striggio: Il primo libro de Madrigali a cinque voci
- 144. Nicolas Payen: Motets and Chansons
- 145. Gioseffo Zarlino: Motets from 1549 Part 1
- 146. Si placet Parts for Motets by Josquin and His Contemporaries
- 147. Orlando di Lasso: The Complete Motets 20
- 148. Orlando di Lasso: The Complete Motets 21
- 148S. Orlando di Lasso: The Complete Motets: Supplement
- 149. Gioseffo Zarlino: Motets from 1549 Part 2
- 150. Luzzasco Luzzaschi: Complete Unaccompanied Madrigals, Part 3
- 151. Hermann Matthias Werrecore: Cantuum quinque vocum quos motetta vocant . . . liber primus (1559)
- 152. Paolo Isnardi: Lamentations
- 153, 154, 155. Andreas Pevernage: Cantiones sacrae (1576), Parts 1, 2 and 3
- 156. Luzzasco Luzzaschi: Complete Unaccompanied Madrigals, Part 4
- 157. Orazio Vecchi: Selva di varia ricreatione (1590)
- 158. Giovanni Maria Nanino: Complete Madrigals, Part 1
- 159. Jean Maillard: Collected Sacred Works